# Supercoupe des Émirats arabes unis de football
La Supercoupe des Émirats arabes unis de football est une compétition de football opposant le champion des Émirats arabes unis au vainqueur de la coupe des Émirats arabes unis, disputée lors d'un match unique. 

## Histoire
De 1986 à 2003, la compétition est ouverte aux équipes du top 4 ou du top 6 du championnat des Émirats arabes unis de football. À partir de 2008, le champion des Émirats arabes unis et le vainqueur de la coupe des Émirats arabes unis s'affrontent lors d'un match unique. 

## Palmarès
| Année | Vainqueur           | Score                 | Finaliste             |
| ----- | ------------------- | --------------------- | --------------------- |
| 1986  | Al Nasr Dubaï       |                       |                       |
| 1989  | Al Nasr Dubaï       |                       |                       |
| 1990  | Al Nasr Dubaï       | 0 - 0 ap 5 - 4 t.a.b. | Sharjah FC            |
| 1992  | Al Shabab Dubaï     | -                     |                       |
| 1993  | Al Shabab Dubaï     | 2 - 1 ap              | Al Ain Club           |
| 1994  | Sharjah FC          | 2 - 0                 | Al Shabab Dubaï       |
| 1995  | Al Ain Club         | -                     | Sharjah FC            |
| 1996  | Al Nasr Dubaï       | -                     | Al Wasl FC            |
| 2002  | Al-Wahda Club       | 1 - 0                 | Al Ain Club           |
| 2003  | Al Ain Club         | 3 - 1                 | Al-Wahda Club         |
| 2008  | Al-Ahli Dubaï       | 1 - 0                 | Al Shabab Dubaï       |
| 2009  | Al Ain Club         | 2 - 2 ap 5 - 3 t.a.b. | Al-Ahli Dubaï         |
| 2010  | Emirates Club       | 3 - 1                 | Al-Wahda Club         |
| 2011  | Al-Wahda Club       | 2 - 2 6 - 5 t.a.b.    | Al-Jazira Club        |
| 2012  | Al Ain Club         | 0 - 0 ap 5 - 4 t.a.b. | Al-Jazira Club        |
| 2013  | Al-Ahli Dubaï       | 0 - 0 3 - 2 t.a.b.    | Al Ain Club           |
| 2014  | Al-Ahli Dubaï       | 1 - 0                 | Al Ain Club           |
| 2015  | Al Ain Club         | 4 - 2                 | Al Nasr Dubaï         |
| 2016  | Al-Ahli Dubaï       | 2 - 1                 | Al-Jazira Club        |
| 2017  | Al-Wahda Club       | 2 - 0                 | Al-Jazira Club        |
| 2018  | Al-Wahda Club       | 3 - 3ap 4 - 3 t.a.b.  | Al Ain Club           |
| 2019  | Sharjah FC          | 0 - 0ap 4 - 3 t.a.b.  | Al-Ahli Dubaï         |
| 2020  | Al-Ahli Dubaï       | 1 - 0                 | Sharjah FC            |
| 2021  | Al-Jazira Club      | 1 - 1ap 5 - 3 t.a.b.  | Shabab Al-Ahli Club   |
| 2022  | Sharjah FC          | 1 - 0                 | Al Ain Club           |
| 2023  | Shabab Al-Ahli Club | 6 - 2                 | Sharjah FC            |
| 2024  | Shabab Al-Ahli Club | 2 - 2 4 - 1 t.a.b.    | Al-Wasl Football Club |

## Source
- Feuilles de match sur goalzz.com
- Palmarès sur rsssf.org